# Vlag van Oldenzaal

Vlag van de gemeente Oldenzaal
(sinds 1992)

Vlag van de gemeente Oldenzaal
(1976-1992)

De vlag van Oldenzaal is op 17 september 1992 bij raadsbesluit vastgesteld als de gemeentelijke vlag van de gemeente Oldenzaal in de Nederlandse provincie Overijssel.

## Beschrijving
Een blauwe achtergrond met een geel kruis in het midden van de vlag; het gekroonde gemeentewapen in de broektop
Het is een ontwerp van dhr. C.M.M.W. Machielsen. De vlag toont het kruis uit het wapen, met op de plaats van de bisschop in het wapen staat in de vlag het gehele gemeentewapen. De vlag is gebaseerd op de oude hanzevlag.

## Geschiedenis
In de vroegmoderne tijd kent Oldenzaal twee historische vlaggen:

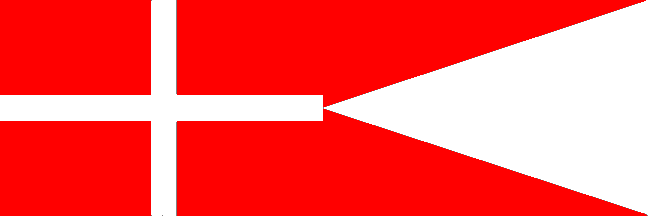
17e-eeuwse vlag
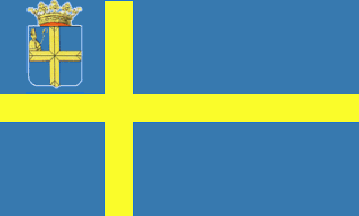
Hanzevlag

Omdat de vlag helemaal in de vergetelheid was geraakt ontwierp Klaes Sierksma op 15 maart 1976 een vlag "per vluchtdiagonaal blauw en wit, met een kruis (⅓ᵉ van de vlaghoogte) geel op het blauwe gedeelte, rood op het witte gedeelte". Rood en wit zijn de kleuren van het oude gemeentewapen, terwijl geel en blauw de kleuren zijn van het nieuwe gemeentewapen.
In zijn wijsheid vergat de gemeenteraad de vlag uit 1976 en vroeg de heer C.M.M.W. Machielsen een vlag te ontwerpen. De huidige vlag werd pas op 17 september 1992 aangenomen.